# Boss OD-1
Boss OD-1 — це педаль овердрайву для гітари, яка вироблялась корпорацією Roland під торговою маркою Boss з 1977 року. Це одна з перших педалей Boss компактної серії на ряду з PH-1 Phaser та SP-1 Spectrum. Також їх називають світлофорами через їх колір.
Вони були дуже популярні на металевій сцені Лос-Анджелеса в середині 80-х і на японській сцені в той же час.

## Історія
У 1977 році на виставці NAMM була показана перша серія педалей, і після потрапила в продаж у листопаді 1977-го. Виробництво було розташоване в Японії. Цей ефект прийшовся до вподоби багатьом гітаристам та просунув торгову марку Boss на ринку.
Липень 1985-го ріку кінець випуску педалі, її замінила наступниця Boss SD-1 оскільки вона давала більше можливостей через налаштування тону, якого не було у OD-1.
У 2017-му році було перевидання з обмеженим тиражем Boss BOX-40, яке включала в себе 3 педалі "світлофор серії". Тираж був обмежений кількістю 1500 комплектів з 3х педалей. 

## Конструкція
Ця педаль являє собою аналоговий тип ефекту. З початку виробництва плати випускались за технологією наскрізного монтажу.
Упродовж часу, коли вироблялась педаль, декілька разів оновлювалась схема педалі, та замінювались компоненти.

## Відомі гітаристи
- Джефф Бек [1]
- Тоні Айоммі
- Стів Вай
- Піт Тауншенд
- Рорі Галлахер
- Джеррі Гарсія
- Річі Самбора
- Ліндсі Бекінгем